# Longgong
Longgong (kinesiska: 龙宫) är en köping i sydvästra Kina. Den ligger i stadsdistriktet Xixiu i staden Anshun i provinsen Guizhou, omkring 97 kilometer sydväst om provinshuvudstaden Guiyang. Antalet invånare är 18453. Befolkningen består av 9 110 kvinnor och 9 343 män. Barn under 15 år utgör 27,0 %, vuxna 15-64 år 63 %, och äldre över 65 år 9,0 %.